# Philippe Quinault
Philippe Quinault (París, 3 de juny de 1635 - 26 de novembre de 1688) va ser un poeta francès, dedicat tant al teatre parlat com cantat i especialment conegut com a llibretista i assistent de Jean-Baptiste Lully. Al costat del compositor, va contribuir a la causa de l'òpera francesa en la seva rivalitat amb l'estil italià.
Va crear amb Lully l'estil de tragèdia anomenada tragédie lyrique, i el 1673 escriu el llibret de la primera òpera en l'estil, Cadmus et Hermione. Posteriorment Christoph Willibald Gluck es basaria en aquest estil per compondre les seves obres.
Els llibrets de Quinault estan emparentats amb les tragèdies clàssiques de Pierre Corneille i Jean Racine, i van tenir èxit perquè els francesos, en contra del gust italià, preferien llibrets ordenats i amb contingut rigorós.
Alguns autors esmenten que la filòsofa i poetessa Louise-Anastasia Serment va col·laborar amb Quinault com a coautora de les seves òperes. Segons Etienne Pavillon, hauria estat la seva parella, segons consta com a mínim en un madrigal que el poeta va fer després de la seva mort.

## Comèdies
- L'Amant indiscret ou le Maître étourdi, 1654
- La Comédie sans comédie, 1654
- La Mère Coquette ou les Amants brouillés, 1665
- Le Fantôme amoureux, 1659

## Tragi-comèdies
- Les Rivales 1653
- La Généreuse ingratitude, 1654
- Le Mariage de Cambyse, 1656
- Stratonice, 1657
- Les Coups de l'Amour et de la Fortune, 1657
- Amalasonte, 1658
- Le Feint Alcibiade, 1658

## Tragèdies
- La Mort de Cyrus, 1656
- Bellérophon, 1665
- Pausanias,
- Astrate roi de Tyr, 1664

## Llibrets
- Ballet des ballets, en col·laboració amb Molière
- Les Fêtes de l'Amour et de Bacchus, amb Molière i Périgny
- Cadmus et Hermione
- Alceste ou le Triomphe d'Alcide
- Thésée, música de Lully
- Atys
- Isis
- Psyché, amb Thomas Corneille i Bernard Le Bovier de Fontenelle
- Proserpine, òpera 1680
- Le Triomphe de l'amour, amb Isaac de Benserade
- Persée, música de Lully. 1682
- Phaéton, música de Lully.
- Amadis, música de Lully.
- Roland, música de Lully 1685
- Le Temple de la paix
- Armide, música de Lully.